# 北京使館區

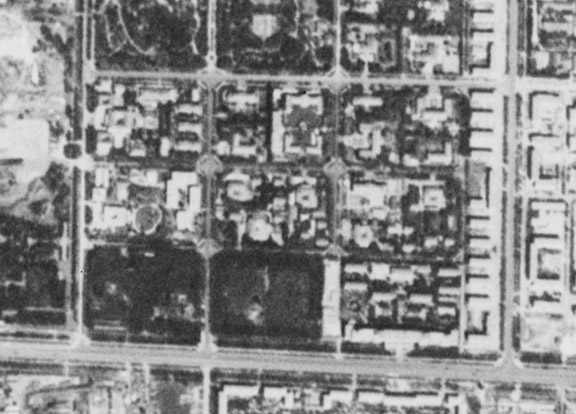
第一使馆区卫星照片。攝於1967年9月20日

北京使館區是在今北京市的外国驻中国大使馆分布区，曾位於北京内城正阳门内的東交民巷，现分布在北京市朝阳区，分为第一至第四使馆区。目前仅有俄罗斯和卢森堡驻华大使馆不在北京使馆区内。

## 简介
东交民巷原名東江米巷，是老北京城米的集散地。1901年清政府签订《北京各國使館界址四至》和《辛丑和約》，此巷劃成中國第一個“使館區”。从清朝到中华民国北洋政府时期，这里一直是中国的使馆区，直到1928年北伐战争结束，北洋政府倒台为止。
1949年中华人民共和国成立之後，再次定都北京。新使館區漸漸形成於北京建國門外和朝陽門外，分別稱為“第一使館區”和“第二使館區”。第一使館區主要是一些社會主義陣營的國家使館。主要为中華人民共和國建國後，較早承認中华人民共和国并建立外交關係的國家。第二使館區又稱為北使館區，由周恩来制定区域并建设于1960年代初期，西方發達國家使館雲集此處，環境幽靜。
1980年，北京市城市规划设计研究院按上级指示，将亮马河下游过三环路的区域规划为“第三使馆区”。直到2000年代，才开始有国家在此建设驻华使馆。部分国家如美国、韩国等于2000年代将大使馆迁入本区。
2001年，东交民巷使馆建筑群已被列为第五批全国重点文物保护单位。

## 使馆区建设
北京外交人员服务局归口负责北京使馆区建设工作。
- 第一使馆区：1950年代末开始开发，1970年代初建设完成。东至秀水街，西至东二环，南至建国门外大街，北至日坛北路[5]。
- 第二使馆区：1960年代开始开发，1980年代建设完成。东至东三环北路，西至东直门外大街，南至工人体育场北路，北至亮马河南路[5]。
- 第三使馆区：1987年获得建设用地许可。东至亮马桥东街，西至燕莎桥，南至亮马桥路，北至莱太花卉市场[5]。
- 第四使馆区：东至首都机场第二高速公路，西至北小河东路，南至坝河北滨河路，北至规划路，目前正处于开发阶段[5]。